# Anourosorex
Anourosorex là một chi động vật có vú trong họ Chuột chù, bộ Soricomorpha. Chi này được Milne-Edwards miêu tả năm 1872. Loài điển hình của chi này là Anourosorex squamipes Milne-Edwards, 1872.

## Các loài
Chi này gồm các loài: